# Photuris pyralomima
Photuris pyralomima är en skalbaggsart som beskrevs av Barber 1951. Photuris pyralomima ingår i släktet Photuris och familjen lysmaskar. Inga underarter finns listade i Catalogue of Life.